# Carmen Lahrmann
Carmen Lahrmann (eigentlich Carmen Lahrmann Zirke; * 30. Oktober 1925 in Berlin) ist eine deutsche ehemalige Synchronsprecherin, Kinderschauspielerin und Sängerin.

## Leben
Sie entstammte einer Theaterfamilie und erhielt nach Tanz- und Schauspielunterricht eine kleine Rolle an der Komischen Oper Berlin.
1936 wählte die Deutsche Fox bei einem Matinee Carmen Lahrmann aus, um Shirley Temples Filmrollen zu synchronisieren. 1937 spielte sie in dem Film Monika – Eine Mutter kämpft um ihr Kind von Heinz Helbig mit Maria Andergast die Titelrolle. Der Versuch der Nationalsozialisten, sie als deutsche Shirley Temple aufzubauen, scheiterte jedoch. Für die Deutsche Grammophon machte sie von 1936 bis 1939 Schallplattenaufnahmen, sie sang unter anderem Shirley Temples Lieder in deutscher Sprache ein. Während des Krieges betätigte sie sich als Schauspielerin und Solotänzerin, die auch bei Wehrmachttourneen auftrat.
Nach dem Zweiten Weltkrieg war sie in anderen Berufen tätig, unter anderem arbeitete sie in Berlin an einer Kinokasse und dann für die US-Luftfahrtgesellschaft Pan Am. Sie ließ sich später zur Erzieherin ausbilden. Ihr Comebackversuch Mitte der 1950er-Jahre schlug fehl.

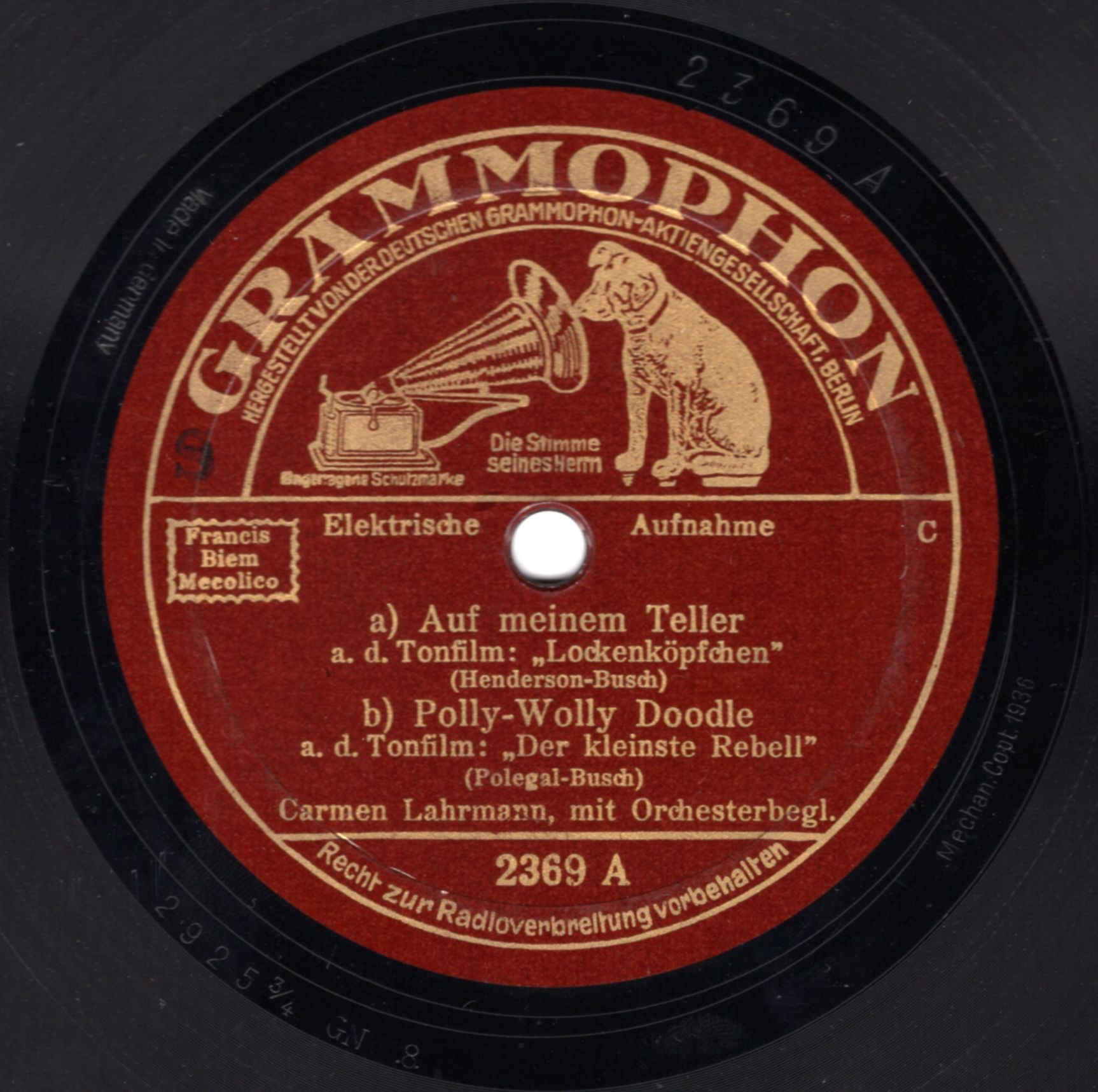
Carmen Lahrmanns erste Schallplattenaufnahme, Juni 1936

## Synchronrollen
- 1935: Lockenköpfchen  (Curly Top)
- 1935: Der kleinste Rebell (The Littlest Rebel)
- 1936: Shirley Ahoi! (Captain January)
- 1936: Sonnenscheinchen (Stowaway)
- 1937: Rekrut Willie Winkie (Wee Willie Winkie)
- 1937: Heidi (Heidi)
- 1938: Shirley auf Welle 303 (Rebecca of Sunnybrook Farm)
- 1939: Fräulein Winnetou (Susannah of the Mounties)